# ام‌الدوالی
ام‌الدوالی (به عربی: أم الدوالی) یک روستا در سوریه است که در استان حمص واقع شده‌است. ام‌الدوالی ۱٬۵۸۸ نفر جمعیت دارد.